# Погані дівчиська
«Погані дівчиська», або «Круті дівчата» (англ. Mean Girls) — кінокомедія 2004 року, спільного виробництва США та Канади. Інші переклади назви українською: «Круті дівчата», «Зіпсовані дівчиська».

## Сюжет
Кейді Гірон — донька зоологів, що тривалий час жила в Африці. Вона нещодавно повернулася в США та має навчатися в школі, в якій діють безліч правил і різних ворогуючих між собою угрупувань. Кейді майже одразу привертає увагу учнів, до того ж її під свою опіку беруть «Баунті». Тоді у Дженіс народжується план помститися Реджині, використавши Кейді.

## У ролях
| Актор             | Персонаж          | Роль                                                               |
| ----------------- | ----------------- | ------------------------------------------------------------------ |
| Ліндсі Лоан       | Кейді Гірон       | 16-річна головна героїня та оповідачка                             |
| Рейчел Мак-Адамс  | Реджина Джордж    | донька місіс Джордж, найкраща подруга Карен Сміт і Гретхен Віннерс |
| Лейсі Шебер       | Гретхен Віннерс   | найкраща подруга Реджини Джордж і Карен Сміт                       |
| Аманда Сейфрід    | Карен Сміт        | найкраща подруга Реджини Джордж і Гретхен Віннерс                  |
| Тім Медоуз        | Рон Дюваль        | директор школи                                                     |
| Джонатан Беннетт  | Аарон Семюелс     | колишній хлопець Реджини Джордж; хлопець Кейді Гірон               |
| Ліззі Каплан      | Дженіс Іен        | найкраща подруга Кейді Гірон і Деміана                             |
| Деніель Францес   | Деміан            | найкращий друг Кейді Гірон і Дженіс Іен                            |
| Тіна Фей          | міс Шерон Норбері | вчителька математики                                               |
| Емі Полер         | місіс Джордж      | мама Реджини Джордж                                                |
| Діего Клаттенхофф | Шейн Оман         | хлопець Реджини Джордж                                             |
| Ана Ґастеєр       | Бетсі Гірон       | мама Кейді Гірон                                                   |
| Ніл Флінн         | Чіп Гірон         | батько Кейді Гірон                                                 |

## Створення фільму

### Виробництво
Основні зйомки фільму проходили в Торонто, Канада.

### Знімальна група
- Кінорежисер — Марк Вотерс
- Сценарист — Тіна Фей
- Кінопродюсери — Лорн Майклз, Тоні Шимкін
- Виконавчий продюсер — Джилл Собел Мессік
- Композитор — Рольф Кент
- Кінооператор — Дарін Окада
- Кіномонтаж — Венді Грін Брікмон
- Художник-постановник — Кері Вайт
- Артдиректори — Брендт Гордон
- Художник по костюмах — Мері Джейн Форт
- Художник-декоратор — Патриція Кучча
- Підбір акторів — Марсі Лірофф[10].

### Саундтреки
| Виконавець                    | Назва пісні                             | Автори                                   |
| ----------------------------- | --------------------------------------- | ---------------------------------------- |
| Boomkat                       | «Rip Her to Shreds»                     | Деббі Геррі, Кріс Стейн                  |
| Міссі Елліотт                 | «Pass That Dutch»                       | Міссі Елліотт та ін.                     |
| П'єр Анрі                     | «Psyche Rock» (Fatboy Slim Malpaso Mix) | П'єр Анрі, Майкл Коломб'е                |
| The Love Unlimited Orchestra  | «Love's Theme»                          | Барі Вайт                                |
| Саманта Ронсон                | «Built This Way»                        | Даллас Остін, Саманта Ронсон             |
| Келіс                         | «Milkshake»                             | Чад Г'юго, Фаррелл Вільямс               |
| Кеті Роуз                     | «Overdrive»                             | Кеті Роуз, Кім Буллар                    |
| Габріель Рене                 | «Run»                                   | Габріель Рене                            |
| Габріель Рене                 | «Oh Yeah»                               | Габріель Рене                            |
| Peaches                       | «Operate»                               | Peaches, Стікі Гендерсон                 |
| Ніккі Клірі                   | «Hated»                                 | Джефф Ріхмонд                            |
| Blondie                       | «One Way or Another»                    | Деббі Гаррі, Найджел Гаррісон            |
| Раджив Сурендра               | «The Mathlete Rap»                      | Тіна Фей, Габріель Рене                  |
| Дженіс Ієн                    | «At Seventeen»                          | Дженіс Ієн                               |
| Габріель Рене, Джина Рене     | «Slow»                                  | Габріель Рене                            |
| Анжалі Бхатія                 | «Misty Canyon»                          | Анжалі Бхатія                            |
| Дебі Нова                     | «Let Me Let Go»                         | Дебі Нова, Прінц Борд                    |
| Джо Фарасі                    | «Here I Come»                           | Джо Фарасі                               |
| Габріель Рене, Джина Рене     | «Mean Gurl»                             | Габріель Рене                            |
| Джо Будден feat. Busta Rhymes | «Fire»                                  | Джо Будден, Busta Rhymes та ін.          |
| N.O.R.E. feat Фаррелл Вільямс | «Put 'em Up»                            | Чад Г'юго, N.O.R.E., Фаррелл Вільямс     |
| Orbital                       | «Halcyon + On + On»                     | Пол Хартнолл, Філ Хартнолл, Овейн Бартон |
| Pink                          | «God Is a DJ»                           | Pink, Біллі Манн, Джонатан Девіс         |
| The Donnas                    | «Dancing with Myself»                   | Біллі Айдол, Тоні Джеймс                 |
| Diffuser                      | «Here's To You»                         | Томас Костанца                           |

## Сприйняття

### Критика
Фільм отримав позитивні відгуки. На сайті Rotten Tomatoes оцінка стрічки становить 83 % на основі 178 відгуків від критиків (середня оцінка 6,9/10) і 66 % від глядачів із середньою оцінкою 3/5 (32 167 101 голос). Фільму зарахований «стиглий помідор» від кінокритиків та «попкорн» від глядачів, Internet Movie Database — 7/10 (271 387 голосів), Metacritic — 66/100 (39 відгуків критиків) і 8,1/10 від глядачів (287 голосів).

### Номінації та нагороди
| Нагороди та номінації фільму «Погані дівчиська» | Нагороди та номінації фільму «Погані дівчиська» | Нагороди та номінації фільму «Погані дівчиська» | Нагороди та номінації фільму «Погані дівчиська»            | Нагороди та номінації фільму «Погані дівчиська» | Нагороди та номінації фільму «Погані дівчиська» |
| Рік                                             | Кінофестиваль/кінопремія                        | Категорія/нагорода                              | Номінант                                                   | Результат                                       |                                                 |
| ----------------------------------------------- | ----------------------------------------------- | ----------------------------------------------- | ---------------------------------------------------------- | ----------------------------------------------- | ----------------------------------------------- |
| 2004                                            | Teen Choice Awards                              | Choice Movie: Комедійна акторка                 | Ліндсі Лоан                                                | Перемога                                        |                                                 |
| 2004                                            | Teen Choice Awards                              | Choice Movie Blush                              | Ліндсі Лоан                                                | Перемога                                        |                                                 |
| 2004                                            | Teen Choice Awards                              | Прорив кіноакторки                              | Ліндсі Лоан                                                | Перемога                                        |                                                 |
| 2004                                            | Teen Choice Awards                              | Choice Movie: Комедія                           | «Погані дівчиська»                                         | Номінація                                       |                                                 |
| 2004                                            | Teen Choice Awards                              | Choice Movie: Комедійна акторка                 | Рейчел Мак-Адамс                                           | Номінація                                       |                                                 |
| 2004                                            | Teen Choice Awards                              | Choice Movie Hissy Fit                          | Рейчел Мак-Адамс                                           | Номінація                                       |                                                 |
| 2004                                            | Teen Choice Awards                              | Choice Movie Blush                              | Рейчел Мак-Адамс                                           | Номінація                                       |                                                 |
| 2004                                            | Teen Choice Awards                              | Choice Movie: Брехун                            | Ліндсі Лоан                                                | Номінація                                       |                                                 |
| 2004                                            | Teen Choice Awards                              | Choice Movie Sleazebag                          | Рейчел Мак-Адамс                                           | Номінація                                       |                                                 |
| 2004                                            | Teen Choice Awards                              | Choice Movie Chemistry                          | Ліндсі Лоан, Джонатан Беннетт                              | Номінація                                       |                                                 |
| 2004                                            | Teen Choice Awards                              | Choice Movie Chemistry                          | Ліндсі Лоан, Джонатан Беннетт                              | Номінація                                       |                                                 |
| 2004                                            | Teen Choice Awards                              | Choice Movie: Акторський прорив                 | Джонатан Беннетт                                           | Номінація                                       |                                                 |
| 2005                                            | «Вибір критиків»                                | Найкраща акторка                                | Ліндсі Лоан                                                | Номінація                                       |                                                 |
| 2005                                            | MTV Movie Awards                                | Найкраще виконання                              | Ліндсі Лоан                                                | Перемога                                        |                                                 |
| 2005                                            | MTV Movie Awards                                | Найкраща команда                                | Ліндсі Лоан, Рейчел Мак-Адамс, Лейсі Шебер, Аманда Сейфрід | Перемога                                        |                                                 |
| 2005                                            | MTV Movie Awards                                | Найкращий прорив року                           | Рейчел Мак-Адамс                                           | Перемога                                        |                                                 |
| 2005                                            | Премія Гільдії сценаристів США                  | Найкращий адаптований сценарій                  | Тіна Фей                                                   | Номінація                                       |                                                 |